# Delphinium hueizeense
Delphinium hueizeense är en ranunkelväxtart som beskrevs av Wen Tsai Wang. Delphinium hueizeense ingår i släktet storriddarsporrar, och familjen ranunkelväxter. Inga underarter finns listade i Catalogue of Life.